# Pyrenopeziza maculata
Pyrenopeziza maculata är en svampart som beskrevs av Graddon 1986. Pyrenopeziza maculata ingår i släktet Pyrenopeziza, ordningen disksvampar, klassen Leotiomycetes, divisionen sporsäcksvampar och riket svampar.   Inga underarter finns listade i Catalogue of Life.